# 12 Dywizja Okrętów Nawodnych
12 Dywizja Okrętów Nawodnych (12 DON) –  morski związek taktyczny Sił Zbrojnych Federacji Rosyjskiej w strukturach Floty Bałtyckiej.

## Struktura organizacyjna
W 2008
- 128 Brygada Okrętów Nawodnych
- 71 Brygada Okrętów Desantowych
- 7 dywizjon okrętów desantowych
- 36 Brygada Okrętów Rakietowych
  - 1 Gwardyjski dywizjon okrętów rakietowych
  - 106 dywizjon kutrów rakietowych